# Sonic Firestorm
Sonic Firestorm —en español: Tormenta de fuego sónica— es el segundo álbum de Dragonforce, publicado en mayo del 2004, bajo el sello Noise Records.
El álbum contiene la canción "Soldiers of the Wasteland", que incluye el solo más largo en la historia de la banda, y que a su vez, con 9'47" se convierte en la canción más larga.
Sonic Firestorm fue relanzado el 22 de febrero de 2010, junto a la remasterización del disco Valley of the Damned. Este también incluye el track "Cry of the Brave", que originalmente era parte de la versión japonesa del disco.

## Producción
La grabación y remixado de las canciones del segundo disco de la banda fue en Surrey's Thin Ice Studios, del 6 de octubre al 10 de diciembre de 2003. Todas las guitarras fueron grabadas en el estudio de Herman Li "LamerLuser Studios" en Londres.

## Lista de temas
Todas las canciones compuestas por Sam Totman, Herman Li, Vadim Pruzhanov, ZP Theart y Adrian Lambert.
| N.º | Título                       | Letras                        | Música            | Duración |  |
| 1.  | «My Spirit Will Go On»       | Totman, ZP Theart             | Sam Totman        | 7:54     |  |
| 2.  | «Fury of the Storm»          | Totman                        | Totman            | 6:47     |  |
| 3.  | «Fields of Despair»          | Totman, Li                    | Totman, Herman Li | 5:25     |  |
| 4.  | «Dawn Over a New World»      | Totman                        | Totman            | 5:13     |  |
| 5.  | «Above the Winter Moonlight» | Pruzhanov, Totman, Li, Theart | Vadim Pruzhanov   | 7:31     |  |
| 6.  | «Soldiers of the Wasteland»  | Theart, Totman                | Totman            | 9:47     |  |
| 7.  | «Prepare for War»            | Li, Theart                    | Li                | 6:15     |  |
| 8.  | «Once in a Lifetime»         | Totman, Theart                | Totman            | 7:46     |  |

| Japanese edition/2010 Re-release bonus track |                    |                               |           |          |  |
| N.º                                          | Título             | Letras                        | Música    | Duración |  |
| 9.                                           | «Cry of the Brave» | Pruzhanov, Li, Totman, Theart | Pruzhanov | 5:45     |  |

## Formación
- Herman Li: Guitarra eléctrica y acústica, voz de acompañamiento
- Sam Totman: Guitarra eléctrica
- ZP Theart: Voz y voz de acompañamiento
- Vadim Pruzhanov: Teclados y piano
- Dave Mackintosh: Batería
- Adrian Lambert: Bajo
- Clive Nolan: Colaboración en las voces